# Alcinda Abreu
Alcinda Abreu, née en 1953, est une femme politique mozambicaine. Elle est ministre des Affaires étrangères du 2 février 2005 au 27 mars 2008 dans le gouvernement de Armando Guebuza et ministre de l'Environnement depuis le 27 mars 2008.
Elle fut ministre des Affaires sociales de 1994 à 1997.